# Marcus Kleveland
Marcus Kleveland (Lillehammer, 25 de abril de 1999) es un deportista noruego que compite en snowboard, especialista en las pruebas de slopestyle y big air.
Ganó cuatro medallas en el Campeonato Mundial de Snowboard entre los años 2017 y 2023. Adicionalmente, consiguió trece medallas en los X Games de Invierno.
Participó en dos Juegos Olímpicos de Invierno, ocupando el sexto lugar en Pyeongchang 2018 (slopestyle) y el octavo en Pekín 2022 (big air).

## Medallero internacional
| Campeonato Mundial | Campeonato Mundial     | Campeonato Mundial | Campeonato Mundial |
| Año                | Lugar                  | Medalla            | Prueba             |
| ------------------ | ---------------------- | ------------------ | ------------------ |
| 2017               | Sierra Nevada (España) | Medalla de bronce  | Big air            |
| 2021               | Aspen (Estados Unidos) | Medalla de oro     | Slopestyle         |
| 2021               | Aspen (Estados Unidos) | Medalla de bronce  | Big air            |
| 2023               | Bakuriani (Georgia)    | Medalla de oro     | Slopestyle         |

| X Games de Invierno | X Games de Invierno    | X Games de Invierno | X Games de Invierno |
| Año                 | Lugar                  | Medalla             | Prueba              |
| ------------------- | ---------------------- | ------------------- | ------------------- |
| 2017                | Aspen (Estados Unidos) | Medalla de oro      | Slopestyle          |
| 2017                | Aspen (Estados Unidos) | Medalla de plata    | Big air             |
| 2018                | Aspen (Estados Unidos) | Medalla de oro      | Slopestyle          |
| 2018                | Aspen (Estados Unidos) | Medalla de plata    | Big air             |
| 2018                | Bærum (Noruega)        | Medalla de plata    | Big air             |
| 2020                | Hafjell (Noruega)      | Medalla de oro      | Knuckle Huck        |
| 2021                | Aspen (Estados Unidos) | Medalla de oro      | Big air             |
| 2022                | Aspen (Estados Unidos) | Medalla de oro      | Big air             |
| 2022                | Aspen (Estados Unidos) | Medalla de oro      | Knuckle huck        |
| 2022                | Aspen (Estados Unidos) | Medalla de plata    | Slopestyle          |
| 2023                | Aspen (Estados Unidos) | Medalla de oro      | Big air             |
| 2023                | Aspen (Estados Unidos) | Medalla de oro      | Knuckle huck        |
| 2023                | Aspen (Estados Unidos) | Medalla de plata    | Slopestyle          |